# Anton Månsson
Anton Månsson, född 9 januari 1989 i Lund, är en svensk handbollsspelare (mittsexa).

## Biografi
Handbollskarriären började i Kävlinge HK. Den klubben lämnade han som pojklagsspelare 14 år gammal. Lugi HF lämnade Anton Månsson 2006 som junior för H43 Lund, där kusinen Ola Månsson var tränare. Anton Månsson spelade i H43 Lund i fyra år och som bäst nådde man semifinal i slutspelet 2008 men förlorade mot Hammarby IF. Sen flyttade Lundahandbollen till nya Färs & Frosta Sparbank Arena och H43 fortsatta att balansera på nedflyttningsstrecket. Anton Månsson valde Bundesliga och MT Melsungen.
Efter fyra år i MT Melsungen flyttade han till schweiziska Kadetten Schaffhausen. Där tog han hem ligatiteln och fick speltid och flyttade året efter tillbaka till Bundesliga i TBV Lemgo.I Lemgo blev det succé och att Månsson inte fick en landslagsplats kommenterades i pressen. Han kom med i bruttotruppen men fick ingen plats i EM-laget 2015. 2017 skrev han på ett kontrakt med GWD Minden, hans fjärde station i utlandet. Efter två år i Minden återvände han till Sverige för spel i OV Helsingborg. 16 april 2021 blev det klart att Anton Månsson lämnar OV för spel i Ystads IF.

## Privat
Anton Månsson är gift med den tyska handbollsspelaren Nadja Månsson (ogift Nadgornaja). 
Ola Månsson, handbollstränare och tidigare handbollsspelare, är hans kusin. Handbollsspelarna Albert Månsson och Axel Månsson är hans kusinbarn.

## Meriter
- Schweizisk mästare 2015
- Schweizisk supercupsegrare 2014
- SM-guld 2022 med Ystads IF
- Svensk cupmästare 2024 med Ystads IF